# Въоръжени сили на Ватикана
Въоръжените сили на Ватикана включват Швейцарската гвардия. Гражданската жандармерия изпълнява полицейски функции.

## История
На служба на римския папа почти винаги е имало стражи, които да охраняват него и висшите служители. По-късно се оформят и въоръжени сили, под командването на генерал-капитани.
Първите опити за създаването на Армия на Папската държава датират от времето на папа Сикст IV, който дори през 1479 година започва преговори с Базел за създаването на армия, която да служи на великия понтиф. Такава армия обаче е създадена чак по времето на папа Юлий II, който, освен всепризнат покровител на изкуствата, е и един от най-войнствените папи. През почти целия си понтификат (1503 – 1513) води непрестанни войни. Нуждаейки се от предани и смели войници, той се обръща към швейцарците, които се славят по европейските дворове със смелостта си. Така на 22 януари 1506 папата приема с голяма церемония в Рим първите 150 гвардейци. След това в катедралата "Св. Петър освещава първите папски войски на Ватикана и от днес нататък това се счита и за рождена дата на Ватиканската армия.
21 години по-късно папските гвардейци спасяват папа Климент VII от войските на Свещената Римска империя, които водени от Карл V плячкосват Рим. В клането умират 8000 души, а много ценни документи и артефакти са изгорени от германската армия. Много сгради, дворци и резиденции са сериозно пострадали. На 6 май 1527 г. Папската армия влиза в кръвопролитен бой с войската на Карл V. Умират 147 войници, но Климент VII успява да избяга с 42 гвардейци и да се скрие в укреплението „Сант Анджело“. Обсадата продължава 5 седмици, но папата отново се спасява (вж. Разграбване на Рим (1527)). Оттогава насам 6 май е ден на Швейцарската гвардия. На този ден новите попълнения на армията, съставени от млади швейцарци, полагат клетвите си.
Към 2006 г. Швейцарската гвардия наброява точно 108 войници. Те продължават да държат традиционните копия, но днешното им оръжие е зигзауер (пистолети SIG P225). По нареждане на папа Павел VI единствените въоръжени сили във Ватикана остават швейцарците (разпуснати са т.нар. Знатна гвардия и гвардия Палатина).
Днес Швейцарската гвардия е най-малобройната армия в света и е сред малкото, които никога не са воювали.

## Швейцарска гвардия

### Изисквания
Изискванията за участие в Швейцарската гвардия са строги. Кандидатите трябва да са мъже, швейцарци, на възраст 19 – 30 години. Трябва да са средно 175 см. височина и да имат добро зрение (по-късно и двете отпадат). Задължително трябва да имат поне средно образование и да са служили 4 месеца в Швейцария.

### Униформа
Униформата на гвардейците е изработена от италианския художник и скулптор Микеланджело. Днешния вид на униформите обаче е дело на един от командирите на армията Жул Репон (1910 – 1921). Тъмносиньото и жълтото на ивици са традиционните цветове познати на всички. Папа Лъв X прибавя червеното в чест на родът от който произлиза – Медичите.

### Командири
Командири преди Юлий II
- Вирджинио Орсини
- Джовани Борджия
- Чезаре Борджия

Командири след Юлий II
- Каспар фон Зиленен, Ури (1506 – 1517)
- Маркус Руист, Цирих (1518 – 1524)
- Каспар Руист, Цирих (1524 – 1527)
- Жан фон Меген, Люцерн (1548 – 1559)
- Каспар Лео фон Зиленен, Люцерн (1559 – 1564)
- Жан Сегесер фон Брунег, Люцерн (1566 – 1592)
- Штефан Александар Сегесер фон Брунег, Люцерн (1592 – 1629)
- Никола ФлекенштаЯн, Люцерн (1629 – 1640)
- Жан Флекенштаян, Люцерн (1640 – 1652)
- Йохан Рудолф Фифер фон Алтизхофен, Люцерн (1652 – 1657)
- Людвиг Фифер фон Алтизхофен, Люцерн (1658 – 1686)
- Франц Фифер фон Алтизхофен, Люцерн (1686 – 1696)
- Йохан Каспар Маер фон Балдег, Люцерн (1696 – 1704)
- Йохан конрад Фифер фон Алтизхофен, Люцерн (1712 – 1727)
- Франц Лудвиг Фифер фон Алтизхофен, Люцерн (1727 – 1754)
- Жан Игнац Фифер фон Алтизхофен, Люцерн (1754 – 1782)
- Франц Алоиз Фифер фон Алтизхофен, Люцерн (1783 – 1798)
- Карл Леодегар Фифер фон Алтизхофен, Люцерн (1800 – 1834)
- Мартин Фифер фон Алтизхофен, Люцерн (1835 – 1847)
- Франц Ксавер Леополд Меер фон Шауензе, Люцерн (1847 – 1860)
- Алфред фон Зоненберг, Люцерн (1860 – 1878)
- Луй-Мартин де Куртен, Валис (1878 – 1901)
- Леполд Меер фон Шауензе, Люцерн (1901 – 1910)
- Жул Репонд, фраябург (1910 – 1921)
- Алоиз Хиршбил, Граубинден (1921 – 1935)
- Георг фон Сури д'Аспремонт, Золотурн (1935 – 1942)
- Хайнрих Фифер фон Алтизхофен, Люцерн (1942 – 1957)
- Роберт Нинлис, Люцерн (1957 – 1972)
- Франц Фифер фон Алтизхофен, Люцерн (1972 – 1982)
- Роланд Бухс, Фрайбург (1982 – 1997, 1998)
- Алоиз Естерман, Люцерн (1998)
- Пиер Зегмилер, Сент Гален (1998 – 2002)
- Елмар Теодор Медер, Сент Гален (2002 – 2008)
- Даниел Рудолф Анриг, Валенштад (2008 – )